# Burro di cacao

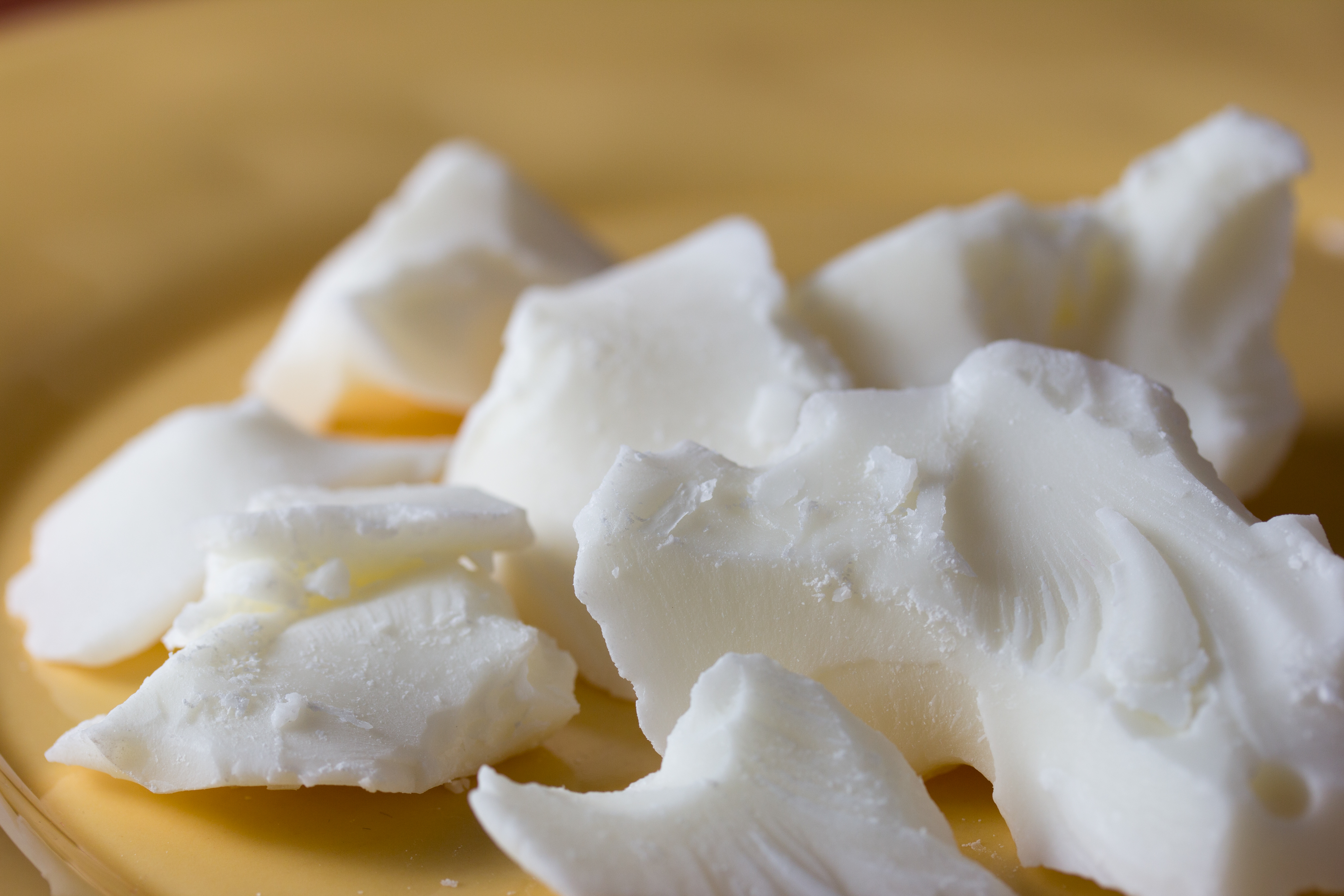
Burro di cacao

Il burro di cacao è un grasso estratto dai semi di cacao, che ne contengono dal 50% al 57%, ottenuto tramite un processo di pressatura ed esposizione ad alte temperature.
Ha molteplici usi: oltre ad essere un ingrediente del cioccolato, è anche una materia prima impiegata nell'industria cosmetica per ammorbidire le labbra (nei balsami per labbra e nei rossetti) e in alcune creme.

## Caratteristiche fisico-chimiche e organolettiche
Il burro di cacao è uno dei grassi più stabili noti, contenente antiossidanti naturali che prevengono l'irrancidimento e gli danno una durata di 2-5 anni di immagazzinaggio.
Il burro di cacao, di colore giallo chiaro, solido a temperatura ambiente, fonde all'incirca alla stessa temperatura presente nel cavo orale. Questa ultima caratteristica rende la scelta di burro di cacao di ottima qualità uno dei segreti che differenzia le diverse varietà di cioccolato presenti sul mercato. È poco untuoso al tatto e ha caratteristiche aromatiche gradevoli, molto simili a quelle del cacao.
Pur non contenendo, essendo un prodotto naturale, grassi idrogenati artificialmente, esso presenta un elevato contenuto di grassi saturi (acido palmitico, acido stearico).
Per essere un grasso ha delle caratteristiche insolite, quali la durezza e la fragilità.
Il burro di cacao è ideale anche in cucina in usi diversi poiché ha un alto punto di fumo (230 °C contro i 160 °C del burro e i 210 °C dell'olio extravergine d'oliva) e perché, derivando dal cacao, è un burro vegetale.
Le caratteristiche fisico-chimiche cadono entro brevi intervalli:
- Numero di iodio 32-40
- Numero di saponificazione 188-220
- Indice di rifrazione 1,453-1,458
- Punto di fusione 28-36 °C

## Composizione
In tutti i grassi vegetali la composizione può variare in funzione della cultivar, delle condizioni ambientali, della raccolta e della lavorazione. Inoltre, la fase di maturazione della fava di cacao e le condizioni di fermentazione, deodorazione e tostatura possono influire sulla distribuzione di acidi grassi.
| Composizione del burro di cacao rilevata su 19 campioni di diversa origine | Composizione del burro di cacao rilevata su 19 campioni di diversa origine | Composizione del burro di cacao rilevata su 19 campioni di diversa origine |
| -------------------------------------------------------------------------- | -------------------------------------------------------------------------- | -------------------------------------------------------------------------- |
| acido grasso                                                               | Notazione Delta                                                            | concentrazione (min-max)%                                                  |
| acido miristico                                                            | 14:0                                                                       | 0,05-0,16                                                                  |
| acido palmitico                                                            | 16:0                                                                       | 23,75–27,86                                                                |
| acido palmitoleico                                                         | 16:1Δ9c                                                                    | 0,23-0,33                                                                  |
| acido margarico                                                            | 17:0                                                                       | 0,20-0,27                                                                  |
| acido stearico                                                             | 18:0                                                                       | 31,66–37,35                                                                |
| acido oleico                                                               | 18:1Δ9c                                                                    | 32,84–37,52                                                                |
| acido linoleico                                                            | 18:2Δ9c12c                                                                 | 2,37–3,89                                                                  |
| acido α-linolenico                                                         | 18:3Δ9c,12c,15c                                                            | 0,13–0,22                                                                  |
| acido arachico                                                             | 20:0                                                                       | 0,91–1,18                                                                  |
| acido beenico                                                              | 22:0                                                                       | 0,15–0,22                                                                  |

Nel burro di cacao la variabilità della concentrazione di isomeri del tocoferolo e del tocotrienolo è particolarmente alta.
| concentrazione tocoli rilevata su 23 campioni | concentrazione tocoli rilevata su 23 campioni |
| Sostanza                                      | (min-MAX) mg/kg                               |
| --------------------------------------------- | --------------------------------------------- |
| Alfa-tocoferolo                               | 1,1 - 9,0                                     |
| Gamma-tocoferolo                              | 3,4 - 246,9                                   |
| Delta-tocoferolo                              | 2,6 - 5,0                                     |
| Gamma-tocotrienolo                            | 2,9 - 4,7                                     |

I lipidi sterolici del burro di cacao si dividono tra steroli liberi, steroli esterificati, steroli glucosidici e glucosidi di steroli acilati. Gli steroli liberi sono la frazione principale. Gli steroli esterificati ammontano all'11,5% mentre quelli glucosidici ammontano al 16,3% del totale degli steroli.

| concentrazione principali steroli liberi | concentrazione principali steroli liberi | concentrazione principali steroli liberi |
| ---------------------------------------- | ---------------------------------------- | ---------------------------------------- |
| Brassicasterolo                          | 0,9                                      | mg/100g                                  |
| Campesterolo                             | 18,7                                     | mg/100g                                  |
| Stigmasterolo                            | 60,1                                     | mg/100g                                  |
| Beta-Sitosterolo                         | 123,3                                    | mg/100g                                  |
| Colestanolo                              | 1,1                                      | mg/100g                                  |
| 5-Avenasterolo                           | 5,6                                      | mg/100g                                  |
| Colesterolo                              | 1,9                                      | mg/100g                                  |
| Cicloeucalenolo                          | 0.96                                     | mg/100g                                  |

Il trigliceride principale del burro di cacao è il POS dove alla molecola di glicerolo sono presenti in questa sequenza l'acido Palmitico, l'Oleico e lo Stearico; Seguono altri due trigliceridi, POP (Palmitico-Oleico-Palmitico) e SOS (Stearico-Oleico-Stearico). La particolare omogeneità dei suoi trigliceridi ne determina le caratteristiche fisiche di durezza, fragilità e intervalli di fusione piuttosto definiti per una miscela di trigliceridi.
| Distribuzione quantitativa dei trigliceridi (g/100 g) Mediana rilevata su 42 campioni P:palmitico, O:oleico, S:stearico, L:linoleico | Distribuzione quantitativa dei trigliceridi (g/100 g) Mediana rilevata su 42 campioni P:palmitico, O:oleico, S:stearico, L:linoleico | Distribuzione quantitativa dei trigliceridi (g/100 g) Mediana rilevata su 42 campioni P:palmitico, O:oleico, S:stearico, L:linoleico | Distribuzione quantitativa dei trigliceridi (g/100 g) Mediana rilevata su 42 campioni P:palmitico, O:oleico, S:stearico, L:linoleico | Distribuzione quantitativa dei trigliceridi (g/100 g) Mediana rilevata su 42 campioni P:palmitico, O:oleico, S:stearico, L:linoleico | Distribuzione quantitativa dei trigliceridi (g/100 g) Mediana rilevata su 42 campioni P:palmitico, O:oleico, S:stearico, L:linoleico | Distribuzione quantitativa dei trigliceridi (g/100 g) Mediana rilevata su 42 campioni P:palmitico, O:oleico, S:stearico, L:linoleico |
| --- | --- | --- | --- | --- | --- | --- |
| POP | PLP | POS | POO+PLS | SOS | SOO+SLS | OOO |
| 18,37 | 1,89 | 42,12 | 5,6 | 26,26 | 4,52 | 1,21 |

È inoltre polimorfico, cioè assume diverse forme cristalline a seconda di come lo si riscalda e raffredda, in particolare:
- γ si produce per un raffreddamento molto rapido, ha un punto di fusione a 17 °C e si trasforma facilmente nella forma α.
- α ha un punto di fusione a 21 °C- 24 °C e si trasforma, a temperatura ambiente, in βI
- βI fonde tra i 27 °C e i 29 °C e diventa stabile nella forma chiamata β.
- β fonde a 34 °C - 35 °C.

## Procedimento di estrazione, adulterazioni, surrogati
Il burro di cacao si può ottenere tramite un'unica spremitura oppure due spremiture successive; in entrambi i casi il prodotto finale sarà burro di cacao, senza particolari differenze. Se, differentemente, si estrae il burro di cacao tramite solventi, dai pannelli già spremuti e dai gusci, il burro così ottenuto è di più bassa qualità e viene chiamato "Burro di cacao olandese di seconda".
Per utilizzare il burro di cacao per la cioccolata il procedimento prevede un ulteriore passo: la rifusione, che consente di eliminare le impurità;
nel caso invece di utilizzo nelle industrie farmaceutiche, esso va fatto filtrare tramite sacchi di flanella.
Nel 1956 la Unilever ha brevettato una sintesi per l'ottenimento di un grasso quasi uguale come caratteristiche fisiche al burro di cacao partendo da altre fonti vegetali, con costi molto più ridotti e ovviamente senza il contenuto di molecole tipiche del cacao come i menzionati antiossidanti.
Il burro di cacao è facilmente adulterabile, soprattutto con altri grassi e acidi grassi che, usati direttamente o interesterificati assumono caratteristiche simili a quelle del burro di cacao, e primo fra tutti il comune POP molecola principale dell'olio di palma:
- Cera giapponese
- Grassi idrogenati
- Oli di palmisti
- Paraffina
- Grassi vegetali semisolidi